# Thomas Malthus
Thomas Robert Malthus (Rookery, nabij Dorking, 14/17 februari 1766 – St Catherine, nabij Bath, 23 december 1834) was een Brits demograaf, econoom en predikant. Hij staat bekend om zijn pessimistische (Malthus was een misantroop) maar zeer invloedrijke meningen.
In 1805 werd Malthus benoemd tot hoogleraar economie in Cambridge.
Malthus werd beroemd doordat hij wees op de potentiële gevaren van bevolkingsgroei: "Het vermogen van de mens tot bevolkingsgroei is onbegrensd veel groter dan het vermogen van de aarde om voor de mens een bestaan te produceren". Als anglicaanse predikant zag Malthus deze situatie als de manier waarop God de mens deugdzaam gedrag oplegde: hij beschouwde optimistische ideeën van sociale hervormingen als gedoemd te mislukken. Hij legde zijn lezers dus een dystopische, negatieve kijk op de wereld voor, dit in tegenstelling tot de utopia's van schrijvers zoals Rousseau en William Godwin. De ramp die zich voordoet wanneer de groei van de beschikbare middelen achterblijft bij de bevolkingsgroei staat bekend als een malthusiaanse catastrofe.

## An Essay on the Principle of Population

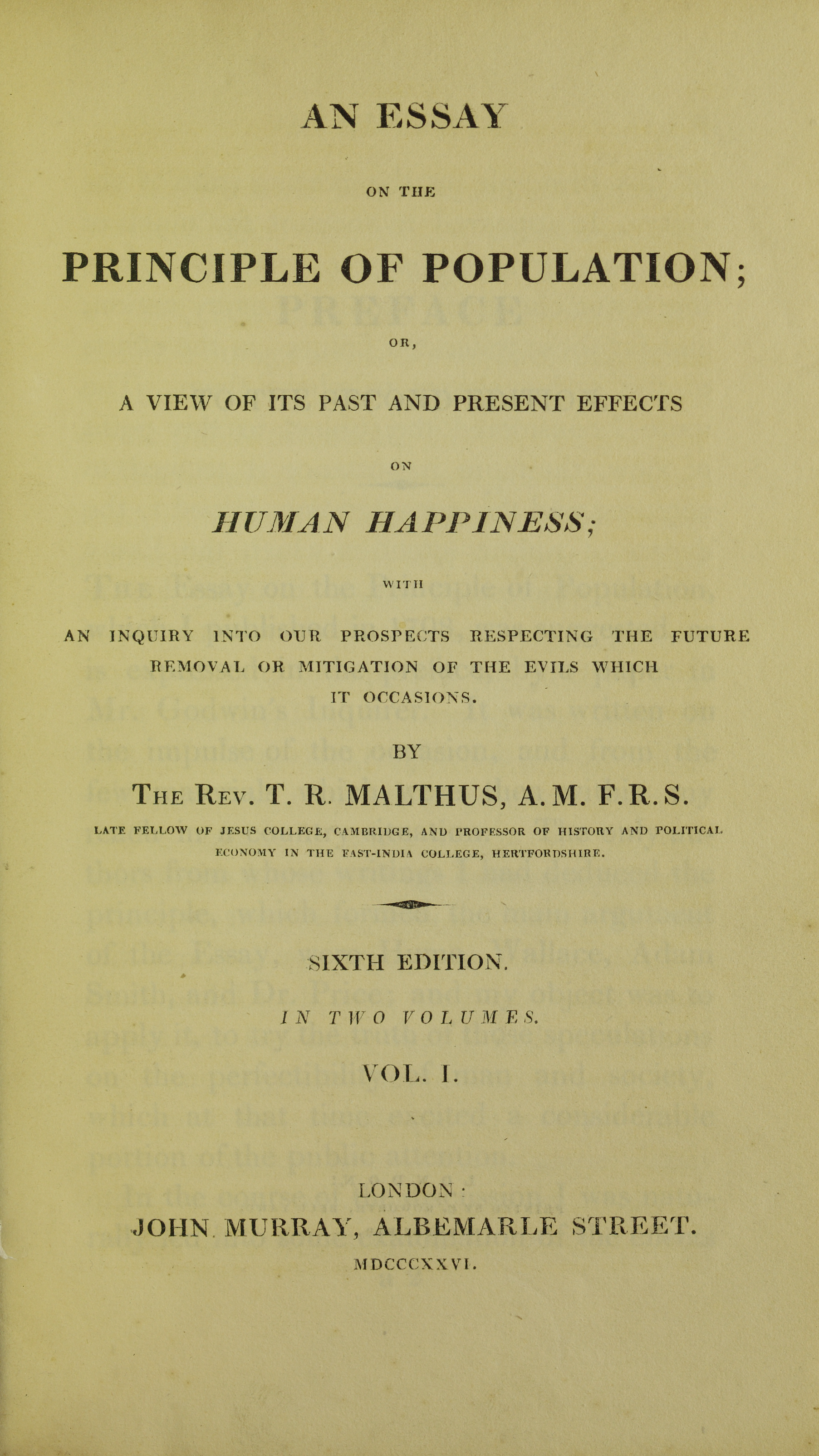
An Essay on the Principle of Population

In 1798 publiceerde Malthus het pamflet An Essay on the Principle of Population, waarin hij stelde dat de bevolkingsgroei de economische groei voor zou blijven; hij voorspelde op basis van een eenvoudig model hongersnood op grote schaal. De bevolkingsgroei zou exponentieel zijn, die van de voedselproductie lineair. Dit is bekend geworden als het malthusiaans plafond voor de maximale omvang die de bevolking kan bereiken in verhouding tot de beschikbare grond, en malthusiaanse catastrofe voor de situatie waarin een overbevolkte samenleving zichzelf weer in evenwicht brengt door middel van een verhoogde mortaliteit. Malthus dacht dat de 'positive checks', de 'natuurlijke' zaken waardoor de 'menselijke stapel' in toom wordt gehouden, zoals epidemieën en oorlog, onvoldoende waren om de exponentiële groei van de bevolking ten opzichte van de lineaire groei van de voedselproductie te corrigeren. Daarom zag Malthus als enige oplossing voor de overbevolking 'moral restraint'; arme mensen die wisten dat ze geen gezin zouden kunnen ondersteunen, moesten volgens hem ook geen gezin stichten.

## Voetnoten
1. ↑  (en)  Malthus T.R. 1798. An essay on the principle of population (Een essay over het principe van de bevolkingsgroei), hoofdstuk 1, pag. 13 in de Oxford World's Classics herdruk
2. ↑  Bowler

- Bibsys: 90145711
- Biblioteca Nacional de Chile: 000045162
- Biblioteca Nacional de España: XX844466
- Bibliothèque nationale de France: cb122778124 (data)
- Catàleg d'autoritats de noms i títols de Catalunya: 981058519757706706
- CiNii: DA00543549
- Gemeinsame Normdatei: 118576860
- Historisch woordenboek van Zwitserland: 017430
- International Standard Name Identifier: 0000 0001 1034 5190
- Library of Congress Control Number: n79021716
- Nationale Bibliotheek van Letland: 000098161
- Bibliotheek van het Japanse parlement: 00448640
- Nationale Bibliotheek van Tsjechië: ola2003172347
- Nationale bibliotheek van Australië: 35324856
- Nationale Bibliotheek van Israël: 987007276535505171
- Nationale Bibliotheek van Polen: a0000001738411
- Nationale en Universitaire bibliotheek Zagreb: 000160147
- Nederlandse Thesaurus van Auteursnamen: 068469845
- Réseau des bibliothèques de Suisse occidentale: 02-A003555171
- Istituto Centrale per il Catalogo Unico: LO1V005428
- LIBRIS: 209301
- SNAC: w6sx6h16
- Système universitaire de documentation: 031593410
- Trove: 912089
- Virtual International Authority File: 71154
- WorldCat: E39PBJtRQrVB6K8xTwCTYVBwYP